# Amorphophallus infundibuliformis
Amorphophallus infundibuliformis là một loài thực vật có hoa trong họ Ráy (Araceae). Loài này được Hett., A.Dearden & A.Vogel mô tả khoa học đầu tiên năm 1994.